# Cordillera de la Punilla
Cordillera de la Punilla är en bergskedja i Chile. Den ligger i den centrala delen av landet, 400 km norr om huvudstaden Santiago de Chile.
Trakten runt Cordillera de la Punilla är ofruktbar med lite eller ingen växtlighet. Trakten runt Cordillera de la Punilla är nära nog obefolkad, med mindre än två invånare per kvadratkilometer.